# 2 of One
2 of One és una compilació de vídeos realitzat per la banda estatunidenca Metallica. Fou publicat el 6 de juny de 1989 i presenta dues versions del primer videoclipdel senzill «One». Els videoclip fou dirigit per Bill Pope i Michael Salomon, i filmat a Los Angeles. Ambdues versions van ser incloses posteriorment en la compilació The Videos 1989–2004 (2006).

## Llista de cançons
| Núm. | Títol                                                                   | Durada |
| ---- | ----------------------------------------------------------------------- | ------ |
| 1.   | «Introduction» (entrevista amb Lars Ulrich; dirigit per Steve Goldmann) | 5:43   |
| 2.   | «Original version»                                                      | 7:46   |
| 3.   | «Jammin' Version»                                                       | 5:27   |